# Helmut Waßmuth
Helmut Waßmuth (* 26. September 1937; † 28. Juni 2011) war ein deutscher Fußballspieler, der für den SV Saar 05 Saarbrücken in den Jahren 1958 bis 1961 in der Oberliga Südwest 66 Spiele mit 17 Toren absolviert hat.

## Laufbahn

### Amateur, bis 1958
Mit dem SC Altenkessel spielte der aus der Jugend gekommene Helmut Waßmuth bis zur Runde 1957/58 in der 1. Amateurliga Saarland. Am 12. Oktober 1957 debütierte er zusammen mit Torhüter Klaus Basikow und Verteidiger Karl-Heinz Schnellinger in der deutschen Fußballnationalmannschaft der Amateure beim Länderspiel in Ilford gegen England. Beim 2:1-Erfolg der DFB-Mannschaft bildete er mit Spielführer Herbert Schäfer und Fritz Semmelmann die deutsche Läuferreihe. Saar 05 verpflichtete das Talent zur Runde 1958/59.

### Oberliga Südwest, 1958 bis 1961
An der Seite der Leistungsträger Kurt Clemens und Fritz Altmeyer brachte Trainer Bruno Börner den Neuzugang in seiner ersten Runde Oberliga in 21 Spielen zum Einsatz. Waßmuth, er spielte zumeist als Außenläufer, gelangen dabei sechs Treffer und Saar 05 kam auf den neunten Rang. Am ersten Spieltag der Serie 1958/59, am 17. August 1958, debütierte der Mann aus Altenkessel bei der deftigen 1:6-Auswärtsniederlage auf dem Betzenberg gegen den 1. FC Kaiserslautern in der Oberliga Südwest. Die innerstädtischen Derbys gegen den 1. FC und die Sportfreunde ragten im Oberhaus heraus. Nach drei Runden mit 66 Einsätzen und 17 Toren beendete Waßmuth nach der Runde 1960/61 seine Aktivität bei Saar 05 in der Oberliga und schloss sich dem Aufsteiger in die 2. Liga Südwest, dem SV Völklingen, an.

### Regionalliga Südwest, 1963 bis 1965
Mit Völklingen belegte Waßmuth in den letzten zwei Runden der 2. Liga den siebten und fünften Platz und zog dadurch in die neue Regionalliga Südwest ab der Saison 1963/64 ein. Trainer Herbert Binkert und Mitspieler Horst Eckel waren die prägenden Personen bei Völklingen. Waßmuth kam nur noch zu elf Einsätzen in der Regionalliga Südwest und beendete 1965 seine Laufbahn als Vertragsspieler.